# Dupont Circle
Dupont Circle es una rotonda en el cuadrante noroeste de Washington D. C..

## Ubicación
Está situada en la intersección de las avenidas de Massachusetts, Connecticut y New Hampshire, con las calles P y 19. Dupont Circle también da nombre al parque público que rodea la plaza así como al barrio cercano, que se extiende desde la calle 16 al este hasta la 22 al oeste y desde la calle M al sur hasta la avenida de Florida al norte.

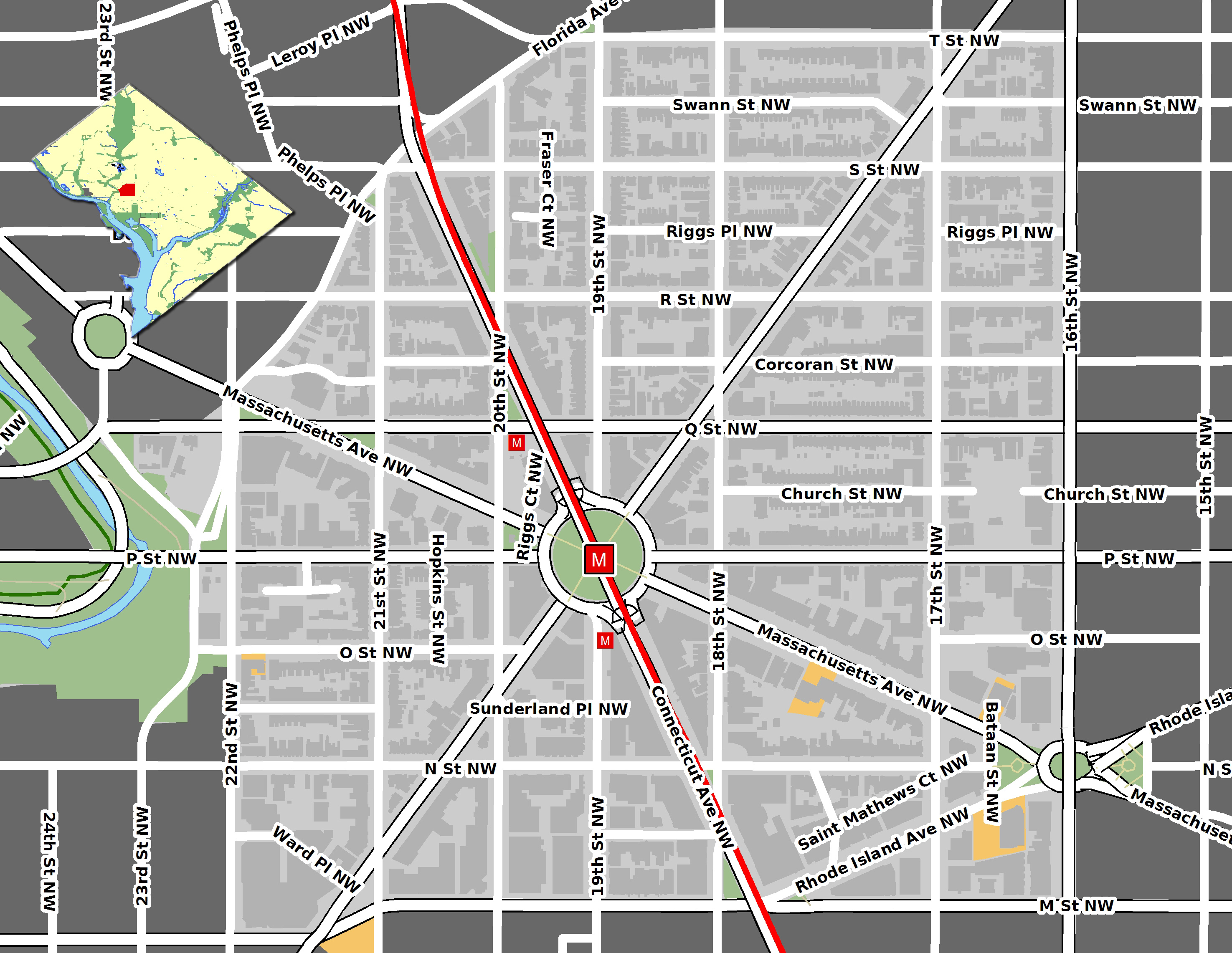
Localización en el mapa de Dupont Circle

Dupont Circle tiene una parada de metro en la línea roja de metro de la ciudad, con entradas en el norte (calles 20 y Q) y sur (calles 19 y Dupont Circle) de la plaza.
En él se encuentran varias embajadas y edificios históricos. En los últimos tiempos es conocido por concentrar restaurantes, discotecas y departamentos para la comunidad gay de clase alta.
- Datos: Q1266597
- Multimedia: Dupont Circle / Q1266597